# 莊定域
莊定域（1830年5月17日—1903年8月31日），原名裕宏，行四，字子昌，號範村，江蘇元和縣人，大興籍，太學生分發四川候補。

## 生平
- 同治九年四月，補任丹棱縣知縣[3][4]
- 同治十三年正月，署彭水縣知縣，光緖元年重署[5][6]
- 光緒三年，署榮縣知縣[7][8]
- 光緒二十年九月，補任蒲江縣知縣[4]
- 光緒廿七年十一月，署綦江縣知縣[9][10]
- 光緒二十九年七月初九日在署任病故[11]
- 署崇慶州知州[12]